# Adonisea concinna
Adonisea concinna är en fjärilsart som beskrevs av Smith 1891. Adonisea concinna ingår i släktet Adonisea och familjen nattflyn. Inga underarter finns listade i Catalogue of Life.